# 新特羅伊茨凱 (貝雷濟夫卡區)
47°31′9″N 30°33′44″E / 47.51917°N 30.56222°E
新特羅伊茨凱（烏克蘭語：Новотроїцьке）是位於烏克蘭西南部的村莊，由敖德萨州贝雷济夫卡区的安德里耶沃-伊萬尼夫卡市鎮負責管轄。該村始建於1912年，面積0.56平方公里，海拔高度51米，2001年人口53，人口密度每平方公里94.64人。